# Raúl Uche
Raúl Uche Rubio (Madrid, España, 8 de octubre de 1997) es un futbolista español que juega como delantero. Actualmente juega en el CDF Tres Cantos de la Tercera RFEF.

## Trayectoria
Formado en las categorías inferiores del Rayo Vallecano, Uche fue considerado uno de los jugadores más prometedores de la cantera del Rayo, con el que firmó su primer contrato profesional el día de su decimosexto cumpleaños y con el que debutó en el primer equipo en pretemporada a las órdenes de Paco Jémez.
En la temporada 2015-16, formaría parte del Juvenil A del conjunto franjirrojo y también disputaría partidos con el filial del Grupo 7 de la Tercera división de España. 
Tras llamar la atención de varios clubes europeos, en julio de 2016 se confirmó su incorporación al Leicester City F. C. inglés por cuatro años, Uche haría la pretemporada a las órdenes de Claudio Ranieri, y durante la temporada 2016-17 formaría parte del filial del Leicester, donde tendría opciones de acabar ascendiendo al primer equipo durante la campaña.
El 28 de julio de 2021 se confirmó su fichaje por el Atlético Ottawa de la Canadian Premier League
El 28 de enero de 2022, regresa a España y firma por el Salamanca CF UDS de la Segunda RFEF.
El 31 de agosto de 2022, firma por el Waterford United Football Club de la Primera División de Irlanda.

## Clubes
| Club                           | País       | Año       |
| ------------------------------ | ---------- | --------- |
| Rayo Vallecano B               | España     | 2015-2016 |
| Leicester City F.C. sub-23     | Inglaterra | 2016-2017 |
| Leicester City F.C.            | Inglaterra | 2017-2020 |
| Betis Deportivo (cedido)       | España     | 2018      |
| Real Valladolid C.F. Promesas  | España     | 2020-2021 |
| Atlético Ottawa                | Canadá     | 2021      |
| Salamanca CF UDS               | España     | 2022      |
| Waterford United Football Club | Irlanda    | 2022-2023 |
| CD Guadalajara                 | España     | 2023      |
| CDF Tres Cantos                | España     | 2023-act. |